# Rakousko na Letních olympijských hrách 1928
Rakousko na Letních olympijských hrách 1928 v nizozemském Amsterdamu reprezentovalo 73 sportovců (67 mužů a 6 žen) ve 13 sportech.

## Medailisté
| Medaile | Jméno                    | Sport     | Disciplína            |
| ------- | ------------------------ | --------- | --------------------- |
| Zlato   | Franz Andrysek           | Vzpírání  | Pérová váha do 60 kg  |
| Zlato   | Hans Haas                | Vzpírání  | Lehká váha do 67,5 kg |
| Bronz   | Leo Losert Viktor Flessl | Veslování | Dvojskif              |